# Geraldine McGee
Geraldine „Gerri“ McGee (* 16. Mai 1936 in Los Angeles, Kalifornien; † 9. November 1982 ebenda) war ein US-amerikanisches Model, Showgirl und für mehrere Jahre die Ehefrau des Casino-Managers Frank Rosenthal (* 1929; † 2008). In Martin Scorseses Film Casino (1995) verkörperte Sharon Stone sie als Ginger McKenna/Rothstein.

## Leben und Karriere
Geraldine McGee wurde in Los Angeles als Tochter von Alice (geb. Pollock) und Roy McGee geboren und hatte eine ältere Schwester, Barbara († 2000). Sie wuchs im bürgerlichen Stadtteil Sherman Oaks auf und machte 1954 auf der dortigen Van Nuys High School ihren Abschluss. Sie verdiente ihren Lebensunterhalt mit Büroarbeit, nahm nebenbei Modeljobs an und trat bei Schönheitswettbewerben auf.
Schon während ihrer Highschool-Zeit hatte sie ihren langjährigen Freund Lenny Marmor kennengelernt. 1958 wurde die gemeinsame Tochter Robin geboren. Im Anschluss zog Gerri zusammen mit Robin und ihrer mittlerweile geschiedenen Mutter nach Las Vegas, Nevada, während Lenny in Los Angeles blieb. Dort arbeitete sie sich im Lauf der 1960er-Jahre von der Kellnerin zum Showgirl hoch und hatte schließlich genügend Geld gespart, um für sich und ihre Familie ein Haus zu kaufen. Während sie sich zu einem der respektiertesten und beliebtesten Showgirls der Stadt entwickelte und zahlreiche Geschäftsleute auf ihren Streifzügen durch die Casinos begleitete, lernte sie Ende der 1960er Jahre den Casino-Manager Frank Rosenthal kennen.
Die beiden heirateten 1969, zusammen hatten sie zwei Kinder, Stephanie und Steven. Während sich Frank um die Geschäfte kümmerte, sollte seine Frau von nun an die Kinder großziehen. Doch Geraldine, die weiterhin süchtig nach Spaß und Partys war, ging immer wieder nachts aus, betrank sich und nahm Aufputschmittel, während sich Hausangestellte um die Kinder kümmerten. Sie verließ öfter für mehrere Tage die Stadt, manchmal auch in Begleitung der Kinder, was ihren Mann zeitweise sogar dazu veranlasste, sie durch einen Privatdetektiv beschatten zu lassen. Während der 1970er-Jahre trennten sich die Eheleute immer wieder auf Zeit, um Abstand zu gewinnen und trafen sich auch mit Leuten des jeweils anderen Geschlechts – so hielt Geraldine weiterhin Kontakt mit ihrer Jugendliebe Lenny und hatte auch zeitweise eine Affäre mit dem Mobster Anthony Spilotro, einem Freund und Geschäftspartner ihres Mannes.
Nach mehreren Zwischenfällen, in denen die mittlerweile schwer von Alkohol und Tabletten abhängige Gerri ihren Mann unter anderem mit einer Pistole bedrohte, um größere Beträge Bargeld bestohlen und ihn beinahe mit ihrem Wagen überfahren hatte, holte sie 250.000 US-Dollar und Schmuck aus einem Bankschließfach, das Frank für sie eröffnet hatte. Bevor sie dann weitestgehend aus dem Leben von Rosenthal verschwand, reichte dieser schließlich am 11. September 1980 die Scheidung ein.

## Tod
Geraldine McGee starb am 9. November 1982 in ihrer Heimatstadt Los Angeles im Alter von 46 Jahren. Sie wurde nach einer Überdosis Drogen in der Lobby des Beverly Sunset Hotels auf dem Sunset Boulevard aufgefunden. Ihre Schwester Barbara äußerte die Vermutung, dass die gleichen Leute die das Attentat auf Frank Rosenthal verübt hatten auch Geraldine getötet hätten. Diese Theorie klingt insofern plausibel, dass McGee durch ihr jahrelanges Verkehren mit Mobstern und Geschäftsleuten sowie aufgrund ihrer unzähligen Besuche in Spielbanken durchaus Einsicht in die hiesige organisierte Kriminalität gehabt haben könnte. Auch das Gerücht, Frank könnte als Vergeltung für die Bombe in seinem Wagen im Oktober 1982, hinter der er seine Ex-Frau vermutete, einen Mord in Auftrag gegeben haben, ging lange Zeit um. Laut Rechtsmedizin starb Geraldine an einer unbeabsichtigten Überdosis aus Kokain, Valium und Whiskey. McGee wurde auf dem Mount Sinai Memorial Park Cemetery, einem jüdischen Friedhof in den Hollywood Hills von Los Angeles, beigesetzt.

## Adaptionen
Im Film Casino wurde die an Geraldine McGee angelehnte Figur Ginger McKenna/Rothstein genannt. Während die echte Geraldine drei Kinder hatte, gebar Ginger nur eins, Amy. Das Werk implizierte auch, Gerri hätte zeitweise als Prostituierte gearbeitet, trotz mehrerer Anspielungen, unter anderem durch die Figur Sam Rothstein (Frank Rosenthal), sah man Ginger jedoch nie in derartigen Situationen; ferner sei ihr Jugendfreund Lester Diamond (Lenny Marmor) ihr Zuhälter gewesen. Es existieren jedoch keine Beweise dafür, dass Geraldine jemals als Prostituierte tätig gewesen wäre.